# Sabine Huth
Sabine Huth (Stoccarda, 3 gennaio 1967) è una giocatrice di curling tedesca.

## Biografia
Partecipò ai XVI Giochi olimpici invernali edizione disputata a Albertville (Francia) nel 1992, riuscendo ad ottenere la prima posizione nella squadra tedesca con le connazionali Stephanie Mayr, Monika Wagner, Andrea Schöpp e Christiane Scheibel.
Nell'edizione la nazionale norvegese si classificò seconda, la canadese terza. La competizione ebbe lo status di sport dimostrativo.